# World Athletics Relays 2021
La V edizione delle World Athletics Relays, la prima con la nuova denominazione successiva al cambio di nome della IAAF in World Athletics, si è svolto dal 1º al 2 maggio 2021 a Chorzów (Polonia) presso lo Stadio della Slesia. Il programma dell'evento è stato uguale a quello dell'edizione precedente.

## Criteri di partecipazione
Ogni nazione può partecipare con una sola squadra per ogni gara e per ciascuna staffetta possono essere iscritti fino a un massimo di otto atleti (ad eccezione di quelle della staffetta 2×2×400 metri, con un massimo di quattro atleti). Possono partecipare gli atleti di 16 anni compiuti alla data del 31 dicembre 2021 (quindi nati nel 2005 o prima). Esiste un minimo di partecipazione solo per le staffette 4×100 m e 4×400 m. Tali minimi, che consentono la partecipazione di circa 20 squadre, devono essere ottenuti tra il 1º gennaio 2019 e l'11 aprile 2021 (con l'eccezione del periodo di sospensione compreso tra il 6 aprile e il 30 novembre 2020). Le rimanenti squadre partecipanti (fino a 24) sono determinate in base alle classifiche mondiali nel medesimo periodo di qualificazione. Il paese ospitante può inserire una squadra per ogni gara.
Sia gli Stati Uniti che la Giamaica (che si era iscritta), come altre staffette che erano fra le favorite (tra cui la Cina e la Gran Bretagna nella 4×100 maschile) non hanno partecipato all'evento, anche perché erano già qualificate per i Giochi olimpici, evitando così il rischio sanitario dovuto alla pandemia di COVID-19. La Nigeria non ricevette i visti in tempo per la Polonia.
| Gara        | Uomini  | Donne   |
| ----------- | ------- | ------- |
| 4×100 metri | 38"80   | 43"90   |
| 4×400 metri | 3'03"80 | 3'31"50 |

Per la staffetta 4×200 m e le staffette miste non sono previsti minimi di partecipazione.

## Paesi partecipanti
Prendono parte ai campionati 31 diverse federazioni. Gli Stati Uniti d'America e la Giamaica, primi e secondi delle 4 edizioni precedenti, rinunciano, così come Australia, Canada, Cina, India, Nigeria e Trinidad e Tobago.
- Belgio
- Bielorussia
- Botswana
- Brasile
- Cile
- Colombia
- Cuba
- Danimarca
- Ecuador
- Francia
- Germania
- Ghana
- Giappone
- Gran Bretagna
- Irlanda
- Italia
- Kenya
- Paesi Bassi
- Polonia
- Portogallo
- Porto Rico
- Rep. Ceca
- Rep. Dominicana
- Slovacchia
- Slovenia
- Spagna
- Sudafrica
- Svizzera
- Turchia
- Ucraina
- Zambia
- Zimbabwe

## Calendario
| Data    | 1 | 1 | 2 | 2 |
| Evento  |   |   |   |   |
| ------- | - | - | - | - |
| 4×100 m |   | B |   | F |
| 4×200 m |   |   |   | F |
| 4×400 m |   | B |   | F |

| P | Batterie preliminari | B | Batterie | Q | Qualificazioni | SF | Semifinali | F | Finale |

| Data    | 1 | 1 | 2 | 2 |
| Evento  |   |   |   |   |
| ------- | - | - | - | - |
| 4×100 m |   | B |   | F |
| 4×200 m |   |   |   | F |
| 4×400 m |   | B |   | F |

| Data       | 1 | 1 | 2 | 2 |
| Evento     |   |   |   |   |
| ---------- | - | - | - | - |
| 4×400 m    |   | B |   | F |
| 2×2×400 m  |   | F |   |   |
| a ostacoli |   | F |   |   |

## Medagliati

### Uomini
| Specialità | Oro                                                                         | Prestazione | Argento                                                                    | Prestazione | Bronzo                                                                         | Prestazione |
| 4×100 m (dettagli) | Italia Fausto Desalu Marcell Jacobs Davide Manenti Filippo Tortu            | 39"21       | Giappone Ryūichiro Sakai Ryōta Suzuki Daisuke Miyamoto Hiroki Yanagita     | 39"42       | Danimarca Simon Hansen Tazana Kamanga-Dyrbak Kojo Musah Frederik Schou-Nielsen | 39"56       |
| 4×200 m (dettagli) | Germania Steven Müller Felix Straub Lucas Ansah-Peprah Owen Ansah           | 1'22"43     | Kenya Mark Odhiambo Mike Nyang'au Elijah Mathew Hesborn Ochieng            | 1'24"26     | Portogallo Frederico Curvelo Delvis Santos Diogo Antunes André Prazeres        | 1'24"53     |
| 4×400 m (dettagli) | Paesi Bassi Jochem Dobber Liemarvin Bonevacia Ramsey Angela Tony van Diepen | 3'03"45     | Giappone Rikuya Itō Kaito Kawabata Kentarō Satō Aoto Suzuki Kazuma Higuchi | 3'04"45     | Botswana Isaac Makwala Boitumelo Masilo Ditiro Nzamani Leungo Scotch           | 3'04"77     |
| record mondiale; record mondiale stagionale; record africano; record asiatico; record europeo; record nord-centroamericano e caraibico; record sudamericano; record oceaniano; record dei campionati; record nazionale; record personale; record personale stagionale. |                                                                             |             |                                                                            |             |                                                                                |             |

### Donne
| Specialità | Oro                                                                                         | Prestazione | Argento                                                                                             | Prestazione | Bronzo                                                                                      | Prestazione |
| 4×100 m (dettagli) | Italia Irene Siragusa Gloria Hooper Anna Bongiorni Vittoria Fontana Johanelis Herrera Abreu | 43"79       | Polonia Magdalena Stefanowicz Klaudia Adamek Katarzyna Sokólska Pia Skrzyszowska Paulina Guzowska   | 44"10       | Paesi Bassi Jamile Samuel Dafne Schippers Nadine Visser Naomi Sedney Marije van Hunenstijn  | 44"10       |
| 4×200 m (dettagli) | Polonia Paulina Guzowska Kamila Ciba Klaudia Adamek Marlena Gola                            | 1'34"98     | Irlanda Aoife Lynch Kate Doherty Sarah Quinn Sophie Becker                                          | 1'35"93     | Ecuador Ángela Tenorio Virginia Villalba Marizol Landázuri Anahí Suárez                     | 1'36"86     |
| 4×400 m (dettagli) | Cuba Zurian Hechavarría Rose Mary Almanza Lisneidy Veitía Roxana Gómez                      | 3'28"41     | Polonia Kornelia Lesiewicz Małgorzata Hołub-Kowalik Karolina Łozowska Natalia Kaczmarek Kinga Gacka | 3'28"81     | Gran Bretagna Laviai Nielsen Ama Pipi Emily Diamond Jessie Knight Zoey Clark Jessica Turner | 3'29"27     |
| record mondiale; record mondiale stagionale; record africano; record asiatico; record europeo; record nord-centroamericano e caraibico; record sudamericano; record oceaniano; record dei campionati; record nazionale; record personale; record personale stagionale. |                                                                                             |             | |             |                                                                                             |             |

### Miste
| Specialità | Oro                                                                | Prestazione | Argento                                                                     | Prestazione | Bronzo                                                                                                  | Prestazione |
| 4×400 m (dettagli) | Italia Edoardo Scotti Giancarla Trevisan Alice Mangione Davide Re  | 3'16"60     | Brasile Anderson Henriques Tiffani Marinho Geisa Coutinho Alison dos Santos | 3'17"54     | Rep. Dominicana Lidio Féliz Anabel Medina Ventura Marileidy Paulino Alexander Ogando Yancarlos Martínez | 3'17"58     |
| 2×2×400 m (dettagli) | Polonia Joanna Jóźwik Patryk Dobek                                 | 3'40"92     | Kenya Naomi Korir Ferguson Rotich                                           | 3'41"78     | Slovenia Anita Horvat Žan Rudolf                                                                        | 3'41"95     |
| Staffetta a ostacoli (dettagli) | Germania Monika Zapalska Erik Balnuweit Anne Weigold Gregor Traber | 56"53       | Polonia Zuzanna Hulisz Krzysztof Kiljan Klaudia Wojtunik Damian Kzykier     | 56"68       | Kenya Priscilla Tabunda Michael Musyoka Nzuku Nusra Rukia Wiseman Were Mukhobe                          | 59"89       |
| record mondiale; record mondiale stagionale; record africano; record asiatico; record europeo; record nord-centroamericano e caraibico; record sudamericano; record oceaniano; record dei campionati; record nazionale; record personale; record personale stagionale. |                                                                    |             |                                                                             |             | |             |

## Piazzamenti sul podio
| Posizione | Paese           | Oro | Argento | Bronzo | Totale |
| --------- | --------------- | --- | ------- | ------ | ------ |
| 1         | Italia          | 3   | 0       | 0      | 3      |
| 2         | Polonia         | 2   | 3       | 0      | 5      |
| 3         | Germania        | 2   | 0       | 0      | 2      |
| 4         | Paesi Bassi     | 1   | 0       | 1      | 2      |
| 5         | Cuba            | 1   | 0       | 0      | 1      |
| 6         | Kenya           | 0   | 2       | 1      | 3      |
| 7         | Giappone        | 0   | 2       | 0      | 2      |
| 8         | Brasile         | 0   | 1       | 0      | 1      |
| 8         | Irlanda         | 0   | 1       | 0      | 1      |
| 10        | Botswana        | 0   | 0       | 1      | 1      |
| 10        | Ecuador         | 0   | 0       | 1      | 1      |
| 10        | Gran Bretagna   | 0   | 0       | 1      | 1      |
| 10        | Portogallo      | 0   | 0       | 1      | 1      |
| 10        | Rep. Dominicana | 0   | 0       | 1      | 1      |
| 10        | Slovenia        | 0   | 0       | 1      | 1      |
| 10        | Danimarca       | 0   | 0       | 1      | 1      |
| Totale    | Totale          | 9   | 9       | 9      | 27     |